# Eucatephia dinawa
Eucatephia dinawa là một loài bướm đêm trong họ Noctuidae.